# 第16回サンディエゴ映画批評家協会賞
 16th SDFCS Awards 

2011年12月14日

作品賞: 

 アーティスト 
第16回サンディエゴ映画批評家協会賞は、2011年12月14日に結果が発表された。

## 受賞とノミネート一覧

### 主演男優賞
- マイケル・シャノン - 『テイク・シェルター』
  - ジョージ・クルーニー - 『ファミリー・ツリー』
  - ジャン・デュジャルダン - 『アーティスト』
  - ブレンダン・グリーソン - 『ザ・ガード〜西部の相棒〜』
  - ブラッド・ピット - 『マネーボール』

### 主演女優賞
- ブリット・マーリング - 『アナザー プラネット』
  - ヴィオラ・デイヴィス - 『ヘルプ 〜心がつなぐストーリー〜』
  - エリザベス・オルセン - 『マーサ、あるいはマーシー・メイ』
  - ティルダ・スウィントン - 『少年は残酷な弓を射る』
  - ミシェル・ウィリアムズ - 『マリリン 7日間の恋』

### アニメ映画賞
- 『アーサー・クリスマスの大冒険』
  - 『ハッピー フィート2 踊るペンギンレスキュー隊』
  - 『カンフー・パンダ2』
  - 『ランゴ』
  - 『くまのプーさん』

### 撮影賞
- 『ツリー・オブ・ライフ』 - エマニュエル・ルベツキ
  - 『アーティスト』 - ギョーム・シフマン
  - 『ドライヴ』 - ニュートン・トーマス・サイジェル
  - 『ヒューゴの不思議な発明』 - ロバート・リチャードソン
  - 『テイク・シェルター』 - アダム・ストーン

### 監督賞
- ニコラス・ウィンディング・レフン - 『ドライヴ』
  - ウディ・アレン - 『ミッドナイト・イン・パリ』
  - ミシェル・アザナヴィシウス - 『アーティスト』
  - テレンス・マリック - 『ツリー・オブ・ライフ』
  - マーティン・スコセッシ - 『ヒューゴの不思議な発明』

### ドキュメンタリー賞
- 『プロジェクト・ニム』
  - Buck
  - 『世界最古の洞窟壁画3D 忘れられた夢の記憶』
  - Into the Abyss
  - Page One: Inside the New York Times

### 編集賞
- 『人生はビギナーズ』 - オリヴィエ・ブッゲ・クエット
  - 『アーティスト』 - アン＝ソフィー・ビオン、ミシェル・アザナヴィシウス
  - 『ドライヴ』 - マット・ニューマン
  - 『ヒューゴの不思議な発明』 - セルマ・スクーンメイカー
  - 『ツリー・オブ・ライフ』 - ハンク・コーウィン、ジェイ・ラビノウィッツ、ダニエル・レゼンデ、ビリー・ウェバー、マーク・ヨシカワ

### アンサンブル演技賞
- 『ハリー・ポッターと死の秘宝 PART2』
  - 『おとなのけんか』
  - 『ヘルプ 〜心がつなぐストーリー〜』
  - 『マージン・コール』
  - 『ミッドナイト・イン・パリ』

### 作品賞
- 『アーティスト』
  - 『ドライヴ』
  - 『ヒューゴの不思議な発明』
  - 『ミッドナイト・イン・パリ』
  - 『ツリー・オブ・ライフ』

### 外国語映画賞
- 『四つのいのち』 •  イタリア
  - 『重なりあう時』 •  イタリア
  - Happy, Happy (Sykt lykkelig) •  ノルウェー
  - 『神々と男たち』 •  フランス
  - A Somewhat Gentle Man (En ganske snill mann) •  ノルウェー

### 美術賞
- 『ヒューゴの不思議な発明』 - ダンテ・フェレッティ
  - 『アーティスト』  - ローレンス・ベネット
  - 『ハリー・ポッターと死の秘宝 PART2』 - スチュアート・クレイグ
  - 『ミッドナイト・イン・パリ』 - アン・セイベル
  - 『ツリー・オブ・ライフ』 - ジャック・フィスク

### 音楽賞
- 『ハリー・ポッターと死の秘宝 PART2』 - アレクサンドル・デスプラ
  - 『アーティスト』 - ルドヴィック・ブールス
  - 『ものすごくうるさくて、ありえないほど近い』 - アレクサンドル・デスプラ
  - 『ヒューゴの不思議な発明』 - ハワード・ショア
  - 『ツリー・オブ・ライフ』 - アレクサンドル・デスプラ

### オリジナル脚本賞
- 『ミッドナイト・イン・パリ』 - ウディ・アレン
  - 『50/50 フィフティ・フィフティ』 - ウィル・ライザー
  - 『アーティスト』 - ミシェル・アザナヴィシウス
  - 『人生はビギナーズ』 - マイク・ミルズ
  - 『WIN WIN ダメ男とダメ少年の最高の日々』 - トム・マッカーシー

### 脚色賞
- 『マネーボール』 - スティーヴン・ザイリアン、アーロン・ソーキン
  - 『ファミリー・ツリー』 - アレクサンダー・ペイン、ナット・ファクソン、ジム・ラッシュ
  - 『ドライヴ』 - ホセイン・アミニ
  - 『ハリー・ポッターと死の秘宝 PART2』 - スティーヴ・クローヴス
  - 『ヒューゴの不思議な発明』 - ジョン・ローガン

### 助演男優賞
- ニック・ノルティ - Warrior
  - アルバート・ブルックス - 『ドライヴ』
  - クリストファー・プラマー - 『人生はビギナーズ』
  - アンディ・サーキス - 『猿の惑星: 創世記』
  - マックス・フォン・シドー - 『ものすごくうるさくて、ありえないほど近い』

### 助演女優賞
- シェイリーン・ウッドリー - 『ファミリー・ツリー』
  - ベレニス・ベジョ - 『アーティスト』
  - ジェシカ・チャステイン - 『ヘルプ 〜心がつなぐストーリー〜』
  - メラニー・ロラン - 『人生はビギナーズ』
  - キャリー・マリガン - 『SHAME -シェイム-』

### Body of Work
- ジェシカ・チャステイン